# Eurovision 2022 Late Late Show Special
Die Sendung Eurovision 2022 Late Late Show Special fand am 4. Februar 2022 statt und war der irische Vorentscheid für den Eurovision Song Contest 2022 in Turin (Italien). Produzierender und ausstrahlender Fernsehsender war die irische Rundfunkanstalt Raidió Teilifís Éireann (RTÉ). Brooke Scullion gewann den Wettbewerb mit ihrem Song That’s Rich.

## Format

### Konzept
Am 6. September 2021 bestätigte Raidió Teilifís Éireann (RTÉ) seine Teilnahme am Eurovision Song Contest 2022. Am 16. September 2021 kündigte RTÉ an, dass für 2022 erstmals seit 2015 wieder eine Vorentscheidung stattfinden soll. Wie bereits von 2009 bis 2015 wurde dazu ein Eurovision-Spezial der Sendung The Late Late Show ausgestrahlt, in dem einige Beiträge gegeneinander antraten.

### Beitragswahl
Vom 16. September 2021 bis zum 22. Oktober 2021 konnten Beiträge auf der Seite von RTÉ hochgeladen werden. Restriktionen zur Nationalität gab RTÉ nicht an, so dass sich Interpreten aus sämtlichen Nationen bewerben konnten. Darüber hinaus bat der Sender aber darum, dass die Bewerber Erfahrung mit Bühnenauftritten haben sollen und RTÉ gerne auch etablierte Interpreten sehen würde. Am 16. November 2021 gab RTÉ bekannt, dass sie insgesamt 320 Lieder erhalten haben.

## Teilnehmer
Alle sechs Lieder wurden in der The Ryan Tubridy Show im Radio RTÉ Radio 1 vorgestellt. Die zwei ersten Lieder wurden am 17. Januar 2022 und die restlichen vier Beiträge wurden jeweils am 18., 19., 20. und 21. Januar 2021 veröffentlicht. Unter den Teilnehmern war unter anderem Brendan Murray, der Irland bereits beim Eurovision Song Contest 2017 vertrat.

## Finale
Das Finale fand am 4. Februar 2022 statt. Brooke Scullion gewann den Wettbewerb mit ihrem Song That’s Rich.
| Platz | Startnr. | Interpret          | Lied Musik (M) und Text (T)                                                        | Sprache  | Übersetzung (inoffiziell)             | Jury | Internationale Jury | Zuschauer | Gesamt |
| ----- | -------- | ------------------ | ---------------------------------------------------------------------------------- | -------- | ------------------------------------- | ---- | ------------------- | --------- | ------ |
| 1.    | 6        | Brooke Scullion    | That’s Rich M/T: Brooke Scullion, Izzy Warner, Karl Zine                           | Englisch | Das ist reich                         | 4    | 12                  | 12        | 28     |
| 2.    | 2        | Janet Grogan       | Ashes of Yesterday M/T: Aidan O Connor, John Emil, Sandra Wikström                 | Englisch | Asche von gestern                     | 12   | 8                   | 4         | 24     |
| 3.    | 4        | Miles Graham       | Yeah, We’re Gonna Get Out Of It M/T: Miles Graham Miley, Justin Broad, Paul Herman | Englisch | Ja, wir werden da raus kommen         | 10   | 6                   | 8         | 24     |
| 4.    | 1        | Patrick O’Sullivan | One Night, One Kiss, One Promise M/T: Danny O’Reilly, Lar Kaye, Nicky Byrne        | Englisch | Eine Nacht, ein Kuss, ein Versprechen | 6    | 10                  | 6         | 22     |
| 5.    | 5        | Rachel Goode       | I’m Loving Me M: Thomas Karlsson, Johan Mauritzson, Joakim Övrenius; T: Anna Engh  | Englisch | Ich liebe mich                        | 2    | 4                   | 10        | 16     |
| 6.    | 3        | Brendan Murray     | Real Love M/T: Brendan Murray, Darrell Coyle                                       | Englisch | Wahre Liebe                           | 8    | 2                   | 2         | 12     |